# لا سیداد بلانکا
لا سیوداد بلانکا (تلفظ [la sjuˈðað ˈblaŋka] اسپانیایی برای "شهر سفید") شهری افسانه‌ای است که گفته می‌شود در منطقه موسکوتیا در استان گراسیاس آدیوس در شرق هندوراس واقع است. این منطقه وسیع از جنگل‌های انبوه که شامل زیستکره ریو پلاتانو می‌باشد همواره موضوع تحقیقات چند رشته‌ای بوده‌است. باستان شناسان مراجعه به آن به عنوان بخشی از منطقه ایستمو-کلمبیا از قاره‌های آمریکا ارجاع می‌دهند که در آن زبانهای شامل خانواده چیبچان و مسیوماپان غالب می‌باشند. با توجه به تکثر داستان‌ها در مورد این منطقه، اغلب باستانشناسات در صحت آن شک داشتند و در اینکه در واقعیت شهر سفید اشاره‌ای به محلی واقعی در این منطقه قبل از پیش کلمبیایی عصر داشته باشد تردید جدی دارند.

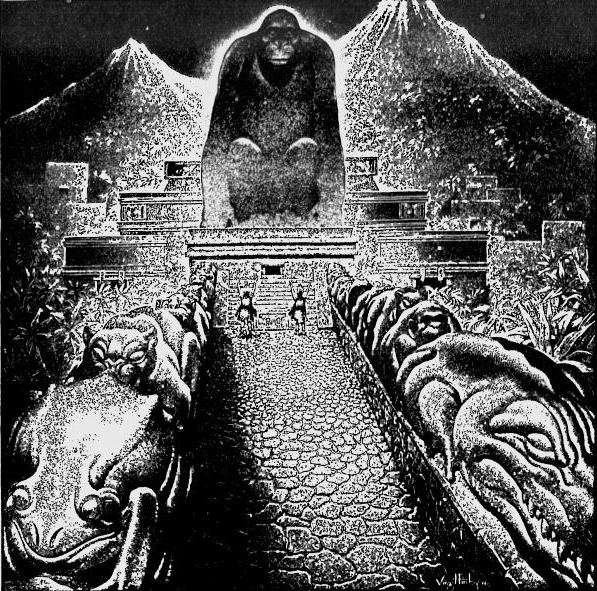
تصویری که توسط ویرجیل فینالی برای آمریکا هفتگی تهیه شده و معبد «شهر گمشده میمون خدا» را نمایش می‌دهد.

## جدول زمانی
- ۱۵۲۶ – ارنان کورتس دربارهٔ هایتاپلان نوشت، استانی که در ثروت مکزیک را پشت سر خواهد گذاشت.
- ۱۵۴۴ – بیشاپ کریستوبل د پدرازا دربارهٔ شهری نوشت که به گفته شاهدان مردمان آن صفحات طلا می‌خورند.
- ۱۹۲۴ – باستانشناس هربرت اسپیدن از موزه مردم‌شناسی و باستانشناسی پیدبوی در دانشگاه هاروارد سایتهایی را در رود پلاتانو جستجو نمود.[۱]
- ۱۹۲۷ –ارتنوگرافر ادوارد کونظمیوس در گزارشی دربراه مردم پچ هندوراس به شهر سفید اشاره نمود.
- ۱۹۳۳– باستانشناسی بنام ویلیام دونکان استرانگ در پی پیدا کردن اسمیتسونیان ماسکوتیا را مورد کاوش قرار داد.[۲]
- ۱۹۳۴ – کاوشگری بنام آر استوارت مورای از کلاب کاوشگران کاوش بخشی از رودخانه پادوکا را بر عهده گرفت که در بازگشت تعدادی از آثار هنری مربوط به هندوراس شرقی را با خود آورد.[۳]
- ۱۹۴۰ – کاوشگری بنام تئودور مورد ادعا نمود که شهر گمشده میمون خدا را یافته‌است.[۴]
- ۱۹۵۲ – کاوشی که توسط تیبور سکلی به توسط وزارت فرهنگ هندوراس مورد حمایت قرار گرفت.[نیازمند منبع]
- ۱۹۷۶ – دیوید زینک و باستانشناسی بنام ادوین ام شوک کاوششی را که در جنگلهای بارانی ماسکوتیا انجام شد را فیم برداری نمودند.[نیازمند منبع]
- ۱۹۸۵ – عملیات رایلی[۵]
- ۱۹۹۰ – جغرافی‌دان پیتر هریلهی نقشه‌نگاری بزرگ بایسفیر ریو پلاتنیو را به انجام رسانید.[۶]
- ۱۹۹۳ – کاوشگری جیم اوینگ و تد ماشال[۷]
- دهه ۱۹۹۰ - بایتانشناس کریستوفر بگلی کاوشی منطقه‌ای انجام داد که اساس پایان‌نامه دکترای او در باستانشناسی در دانشگاه شیکاگو در سال ۱۹۹۹ شد.
- ۱۹۹۷ –داگلاس پیترسون برنامه استیو الکینز برای جستجوی شهر گمشده در مقاله‌ای در نیویورکر توضیح داد.[۸]
- ۱۹۹۸– فرانسیس یاکام-سیمن، ادموند نزری و جیمز اوینگ ادعا کردند که شهر لا سیداد بلانکا را به توسط رادار دهانه ترکیبی (سار) یافته‌اند.[۹]
- ۲۰۰۱ – بازیگری بنام یوان مک‌گرگور به همراه متخصص نجات ری میرز فیلمی مستند را در منطقه ساختند.[۱۰][۱۱]
- ۲۰۰۴ – یک بزرگراه خاکی که ریکو را به بزرگراه ساحلی شمالی افتتاح شد که باعث سهولت حمل و نقل غیرمجاز، قاچاق مواد مخدر و دزدی آثار تاریخی شد.[۱۲]
- ۲۰۰۸ – خبرنگاری بنام کریستفر استوارت و بقلی تلاش کردند تا مسیر مورد را دوباره بپیمایند.
- ۲۰۱۰ – دولت هندوراس اکوروتا کاو کاماسا (مسیر شهر سفید) را بین شهر سانتا ماربا دل ریل (با نام قبلی اسکامیلپا)، اولانچو را از بین پچ کامینیتی تا ورودی بایسفیر ریو پلانتیانو افتتاح کرد.[۱۳][۱۴]
- ۲۰۱۲ – یک تیم بین رشته‌ای که توسط فیلم سازانی مدیریت می‌شدند منطقه را توسط لیدار مورد مطالعه قرار دارند.
- ۲۰۱۵ – یک تیم بین رشته‌ای با مشارکت باستانشناسی بنام کریستوفر فیشر وجود بازمانده‌های باستانی در منطقه را گزارش دادند. شبکه نشنال جئوگرافیک مستند افسانه میمون خدا، مستندی دربارهٔ این کاوش، را به نمایش درآورد.
- ۲۰۱۶ –کریستفر بگلی تاریخچه‌ای از ادعاهای مربود به کشف شهر سفید را منتشر کرد.[۱۵] کریستوفر فیشر به همراه چند نویسنده دیگر مقاله‌ای را دربارهٔ شناسایی پترن‌های مربود به سکونت‌های باستانی را به تسط لیدار را در ژورنالی علمی منتشر کرد.[۱۶]
- ۲۰۱۷ – داگلاس پیترسون نویسنده آمریکایی نویسنده رمان‌های وحشت و تکنولوژی کتاب شهر گمشده میمون خدا را دربارهٔ کاوش الکینز منتشر کرد.